# Phare de Kõpu
Situé sur La péninsule de Kõpu (en), le phare de Kõpu (Estonien): Kõpu tuletorn) est l'une des plus célèbres attractions de l'île de Hiiumaa, voire le symbole de cette île d'Estonie.
Il est géré par l'Administration maritime estonienne.
Il est inscrit au registre des monuments nationaux de l'Estonie en date du 20 juillet 2004.

## Histoire
Il est le troisième plus vieux phare toujours en activité. On sait qu'en 1490 la Ligue hanséatique a exigé la construction de ce phare. On estime que sa construction a été achevée en 1531. Il est aussi possible d'accéder au sommet du phare.
Identifiant : ARLHS : EST-006 ; EVA-668 - Amirauté : C-3746 - NGA : 12720.

## Caractéristique dufeu maritime
Fréquence : 10 secondes (W)
- Lumière : 0,2 seconde
- Obscurité : 2,3 secondes
- Lumière : 0,2 seconde
- Obscurité : 7,3 secondes

|                            |
| Île Hiiumaa (localisation) |

|          |
| Le phare |

|              |
| Timbre Poste |